# Vlag van Hamoir
De vlag van Hamoir is op onbekende datum bij raadsbesluit vastgesteld als de vlag van de Luikse gemeente Hamoir. De vlag kan als volgt worden beschreven:
Wit met een groene leeuw met rode klauwen en tong.
De vlag komt overeen met het vlagontwerp van de Raad van Heraldiek en Vexillologie (Frans: Conseil d’héraldique et de vexillologie). De vlag is volledig gebaseerd op het gemeentewapen en ziet er dus helemaal hetzelfde uit.